# Bertrand d'Ornesan
Bertrand d'Ornezan, barão de Saint-Blancard (1480(?) - 1540) foi um almirante francês.
Dono de uma esquadra no Mediterrâneo, prestava serviço ao rei Francisco I da França e tentou estabelecer um posto de comércio francês em Pernambuco, em 1531. Um dos seus navios, o Peregrina, foi capturado por uma frota portuguesa, em 1532, transportando pau-brasil contrabandeado e assim o rei João III de Portugal iniciou a colonização e a divisão da colonia portuguesa (Brasil) em capitanias hereditárias.
Teve como seu piloto Fernão de Oliveira, que foi uma das personagens mais conceituadas personagens renascentistas portuguesas.